# Variatore di fase Alfa Romeo
Il VCT (Variable Camshaft Timing, in italiano fasatura variabile dell'albero a camme) è una tecnologia puramente meccanica sviluppata da Alfa Romeo nel 1980 con la Spider Duetto nella motorizzazione 1750 destinata al mercato americano, che controlla la fasatura delle valvole d'aspirazione. È stato il primo adoperato su un'autovettura di produzione di serie.

## Descrizione ed evoluzione
Per il controllo della fasatura delle valvole d'aspirazione, che variano quest'ultima di 20° in anticipo al superamento di un determinato regime, in modo da aumentare l'incrocio delle valvole, si utilizza un sistema meccanico integrato dentro all'ingranaggio di pilotaggio dell'albero a camme.
Dentro all'ingranaggio comandato dalla catena o cinghia di distribuzione, vi è un ingranaggio scorrevole, che ha una dentatura elicoidale esternamente, in modo da ingranare la dentatura elicoidale dell'ingranaggio pilotato dalla distribuzione, mentre nella parte interna ha un profilo millerighe, in modo che rimanga ingranato con l'albero a camme e possa scorrere liberamente.
La variazione di fase si ha grazie al profilo elicoidale della dentatura esterna di questo ingranaggio, che permette la rotazione dell'albero a camme; per far sì che la variazione di fase sia ben controllata, si ha una molla che spinge da dietro l'ingranaggio. Quando l'olio, che spinge dalla direzione opposta, ha una bassa pressione (ciò avviene a bassi regimi), la molla fa sì che l'ingranaggio stia nella sua posizione di riposo. Quando però la pressione dell'olio aumenta, la forza di quest'ultimo fa comprimere la molla e aumentando l'anticipo d'apertura della valvola.
Dopo soli tre anni, nel 1983, apparve il sistema di controllo elettronico, che non si differenzia di poco dal precedente, dato che adopera un motorino elettrico al posto dell'olio così da avere una maggiore precisione nel regime di cambiata della fasatura.
Con il passare del tempo, il sistema divenne elettro-idraulico: qui il motorino elettrico comprime l'olio che spinge l'ingranaggio permettendo la variazione della fasatura.